# Килија (Њамц)
Килија (рум. Chilia) насеље је у Румунији у округу Њамц у општини Баргауани. Oпштина се налази на надморској висини од 274 m.

## Становништво
Према подацима из 2002. године у насељу је живело 338 становника, од којих су сви румунске националности.